# Rupert Young

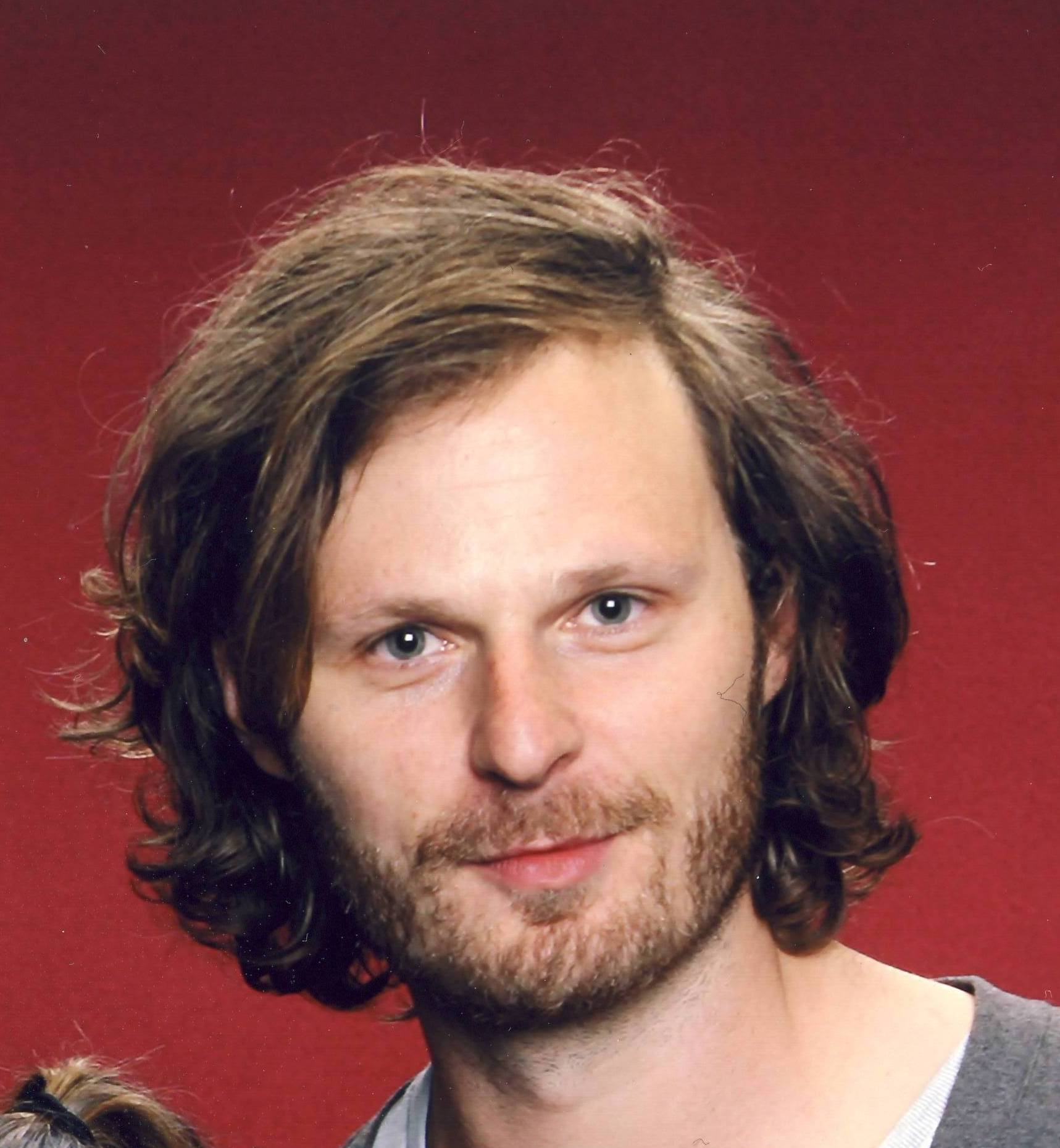
Rupert Young (2013)

Rupert Francis Young (* 16. Mai 1978) ist ein britischer Schauspieler, der durch seine Rolle des Sir Leon in der Fernsehserie Merlin – Die neuen Abenteuer einem breiten Publikum bekannt wurde.

## Leben
Young wurde in England geboren, wo er auch aufwuchs. Ab 2004 war er in Nebenrollen in verschiedenen britischen Fernsehserien zu sehen. In Primeval – Rückkehr der Urzeitmonster war er in einer Folge zu sehen. 2009 in Just Because You're Paranoid wirkte er zum ersten Mal in einem Spielfilm mit. Es folgte 2012 mit This Love eine weitere Rolle in einem Film. Ab 2009 gehörte er zur festen Besetzung der Serie Merlin – Die neuen Abenteuer. Dort spielte er einen Ritter der Tafelrunde, der ein enger Vertrauter des Königs ist.

## Filmografie
- 2004: Island at War (Mini-Fernsehserie, Episode 1x01)
- 2004: Doc Martin (Fernsehserie, 2 Episoden)
- 2006: Foyle's War (Fernsehserie, Episode 4x02)
- 2006: Heartbeat (Fernsehserie, Episode 15x21)
- 2008: Primeval – Rückkehr der Urzeitmonster (Primeval) (Fernsehserie, Episode 2x02)
- 2009: Just Because You're Paranoid... (Kurzfilm)
- 2009: Hotel Babylon (Fernsehserie, Episode 4x04)
- 2009: Merlin: Secrets & Magic (Dokumentarserie, 2 Episoden)
- 2009–2012: Merlin – Die neuen Abenteuer (Merlin) (Fernsehserie, 39 Episoden)
- 2010: Shameless (Fernsehserie, Episode 7x15)
- 2010: Doctor Who (Fernsehserie, Episode 5x12)
- 2012: This Love (Kurzfilm)
- 2013: The White Queen (Mini-Fernsehserie, Episode 1x04)
- 2015: Writers Retreat
- 2016: People Just Do Nothing (Fernsehserie, Episode 3x02)
- 2017: Gaslight
- 2017: The Good Karma Hospital (Fernsehserie, Episode 1x03)
- 2017: Will (Fernsehserie, Episode 1x04)
- 2017: Judge Rinder's Crown Court (Mini-Fernsehserie, 2 Episoden)
- 2018: The Bisexual (Fernsehserie, Episode 1x01)
- 2020: Der geheime Garten (The Secret Garden)
- 2022: Bridgerton (Fernsehserie, 8 Episoden)